# Museum Römervilla
Il Museum Römervilla è il sito archeologico e relativo museo di una villa romana della metà del I secolo dC rinvenuta nei pressi di Bad Neuenahr Ahrweiler, nella Renania-Palatinato.
La costruzione iniziale fu una tenuta romana di campagna, detta villa rustica, successivamente ampliata e ricostruita più volte, a cui fu aggiunto un impianto termale, testimone dell'agio della famiglia e della ricchezza della zona. In tarda antichità, l'edificio principale ha subito una conversione in ostello (mansio) con spazi riconvertiti per ospitare una taverna. Infine venne utilizzata come fucina per la fusione del ferro. Con le invasioni barbariche (il limes, il confine dell'impero è a soli pochi chilometri) a fine dell'Impero Romano, l'edificio fu abbandonato, crollando in diverse parti della sua struttura.
L'importanza del sito archeologico sta nell'eccellente stato di conservazione di molti dettagli architettonici (come l'impianto termale) e dipinti murali.